# باشگاه فوتبال ناکون راتچاسیما
باشگاه فوتبال ناکون راتچاسیما (انگلیسی: Nakhon Ratchasima F.C.) که معمولاً با نام کورات شناخته می شود، یک باشگاه فوتبال حرفه ای است که در ناکون راچاسیما، تایلند واقع شده است. آنها در حال حاضر در تای لیگ ۲، سطح دوم فوتبال در تایلند، بازی می کنند.